# Europski tjedan kretanja
Europski tjedan kretanja održava se svake godine od 16. do 22. rujna s ciljem podizanja svijesti javnosti o poboljšanju kvalitete života stanovnika europskih gradova, potrebi primjene akcija za smanjenje zagađenja u urbanim sredinama, promociji prava na zdravi život te edukaciji građana s ciljem poboljšanja kvalitete života u gradu. Slogan tjedna mobilnosti za 2014. godinu je "Naše ulice, naš izbor!" s naglaskom na mogućnost, ali i obavezu utjecaja građana na oblikovanje javnih prostora. Integriranim planskim pristupom koji uzima u obzir sve oblike prijevoza u gradskim i prigradskim područjima, značajno se može "očistiti zrak" te podići kvaliteta života u urbanim područjima gdje onečišćeni zrak, buka uzrokovana gustim prometom, ili primjerice, prometne gužve predstavljaju velik problem. Čak i malim promjenama, nas kao pojedinaca, kao što su odlazak na posao biciklom, javnim prijevozom ili hodanjem, odabiremo zdraviji način života.
Problem prometnog planiranja u urbanim sredinama desetljećima se rješavao izgradnjom prometne mreže u svrhu poticanja korištenja osobnih automobila – najskupljeg oblika prijevoza, za čije je normalno odvijanje potrebna razmjerno velika površina. Istraživanja su pokazala kako je takav pristup neodrživ, jer je izgradnja dodatnih prometnih traka i ostale prometne infrastrukture prilagođene motornim vozilima rezultirala daljnjim povećanjem broja vozila u gradskim središtima. Kao rezultat takve prakse, danas se naši gradovi suočavaju s prometnim zagušenjima, onečišćenjem zraka, bukom uzrokovanom gustim prometom te bitno smanjenim prostorom za socijalnu interakciju. Osim narušavanja kvalitete života, prometni čepovi odgovorni su i za smanjenje gospodarske produktivnosti.
Financijsku i političku potporu Europske komisije, od 2002. godine održava u razdoblju od 16. do 22. rujna. Tri organizacije, Eurocities, ICLEI - Local Governments for Sustainability i Regional Environmental Center for Central and Eastern Europe, imaju ključnu ulogu u koordinaciji aktivnosti i promociji čitave manifestacije, koja predstavlja odličnu platformu lokalnim vlastima za ostvarenje sljedećih ciljeva:
- podizanje svijesti građana o štetnosti po okoliš i kvalitetu života postojećeg načina kretanja u gradovima;
- promociju inicijativa i najbolje prakse povezane s održivim urbanim kretanjem;
- uspostavu učinkovitih partnerstava s lokalnim dionicima;
- naglašavanje predanosti lokalnih vlasti za uspostavu održivih prometnih politika;
- pokretanje novih dugoročnih politika i trajnih mjera;
- sudjelovanje u široj europskoj kampanji, dijeleći zajedničke ciljeve s drugim gradovima sudionicima.

Biciklističkom manifestacijom Zagrebačkom žbicom simbolično se u Zagrebu zatvara ovaj tjedan.